# Hercostomus luteipleuratus
Hercostomus luteipleuratus är en tvåvingeart som beskrevs av Octave Parent 1944. Hercostomus luteipleuratus ingår i släktet Hercostomus och familjen styltflugor. Inga underarter finns listade i Catalogue of Life.